# BCL2L15
BCL2L15 (англ. BCL2 like 15) – білок, який кодується однойменним геном, розташованим у людей на 1-й хромосомі. Довжина поліпептидного ланцюга білка становить 163 амінокислот, а молекулярна маса — 17 725.
| 10         |  | 20         |  | 30         |  | 40         |  | 50         |
| ---------- |  | ---------- |  | ---------- |  | ---------- |  | ---------- |
| MKSSQTFEEQ |  | TECIVNTLLM |  | DFLSPTLQVA |  | SRNLCCVDEV |  | DSGEPCSFDV |
| AIIAGRLRML |  | GDQFNGELEA |  | SAKNVIAETI |  | KGQTGAILQD |  | TVESLSKTWC |
| AQDSSLAYER |  | AFLAVSVKLL |  | EYMAHIAPEV |  | VGQVAIPMTG |  | MINGNQAIRE |
| FIQGQGGWEN |  | LES        |  |            |  |            |  |            |

A: Аланін

C: Цистеїн

D: Аспарагінова кислота

E: Глутамінова кислота

F: Фенілаланін

G: Гліцин

H: Гістидин

I: Ізолейцин

K: Лізин

L: Лейцин

M: Метіонін

N: Аспарагін

P: Пролін

Q: Глутамін

R: Аргінін

S: Серин

T: Треонін

V: Валін

W: Триптофан

Задіяний у таких біологічних процесах, як апоптоз, альтернативний сплайсинг. 